# Campionato spagnolo di scacchi
Il campionato spagnolo di scacchi (Campeonato de España de Ajedrez) è un torneo annuale organizzato dalla Federación Española de Ajedrez per determinare il campione spagnolo.
Il primo campionato assoluto si è svolto nel 1928, mentre il primo femminile nel 1950.
Gli scacchisti che hanno vinto più titoli sono stati Antonio Medina García, Arturo Pomar e Miguel Illescas (sette vittorie); nel torneo femminile il primato va a Nieves García (undici vittorie), seguita da Pepita Ferrer e Sabrina Vega (nove volte campionesse).

## Vincitori
| Anno | Assoluto                   | Assoluto                    |       | Femminile             | Femminile                 |
| Anno | Città                      | Vincitore                   | Città | Vincitrice            |                           |
| ---- | -------------------------- | --------------------------- | ----- | --------------------- | ------------------------- |
| 1902 | Madrid                     | Manuel Golmayo Torriente    |       | Non disputato         | Non disputato             |
| 1912 | Madrid                     | Manuel Golmayo Torriente    |       | Non disputato         | Non disputato             |
| 1921 | Madrid                     | Manuel Golmayo Torriente    |       | Non disputato         | Non disputato             |
| 1927 | onorario                   | Manuel Golmayo Torriente    |       | Non disputato         | Non disputato             |
| 1928 | Madrid                     | Manuel Golmayo Torriente    |       | Non disputato         | Non disputato             |
| 1929 | Barcellona                 | Ramón Rey Ardid             |       | Non disputato         | Non disputato             |
| 1930 | Barcellona                 | Ramón Rey Ardid             |       | Non disputato         | Non disputato             |
| 1932 | Valencia                   | Ramón Rey Ardid             |       | Non disputato         | Non disputato             |
| 1933 | Valencia                   | Ramón Rey Ardid             |       | Non disputato         | Non disputato             |
| 1935 | Saragozza                  | Ramón Rey Ardid             |       | Non disputato         | Non disputato             |
| 1942 | Barcellona                 | Ramón Rey Ardid             |       | Non disputato         | Non disputato             |
| 1943 | Madrid                     | José Sanz Aguado            |       | Non disputato         | Non disputato             |
| 1944 | Madrid                     | Antonio Medina García       |       | Non disputato         | Non disputato             |
| 1945 | Bilbao                     | Antonio Medina García       |       | Non disputato         | Non disputato             |
| 1946 | Santander                  | Arturo Pomar                |       | Non disputato         | Non disputato             |
| 1947 | Valencia                   | Antonio Medina García       |       | Non disputato         | Non disputato             |
| 1948 | Murcia                     | Francisco José Pérez Pérez  |       | Non disputato         | Non disputato             |
| 1949 | Albacete                   | Antonio Medina García       |       | Non disputato         | Non disputato             |
| 1950 | San Sebastián              | Arturo Pomar                |       | Madrid                | Gloria Velat              |
| 1951 | Barcellona                 | Román Torán Albero          |       | Valencia              | Sofía Ruiz                |
| 1952 | Gijón                      | Antonio Medina García       |       | Non disputato         | Non disputato             |
| 1953 | Galizia                    | Román Torán Albero          |       | Barcellona            | Pilar Cifuentes           |
| 1954 | Tarragona                  | Francisco José Pérez Pérez  |       | Non disputato         | Non disputato             |
| 1955 | Alcoy                      | Jesús María Diez del Corral |       | Valencia              | Pilar Cifuentes           |
| 1956 | Barcellona                 | Jaime Lladó Lumbera         |       | Non disputato         | Non disputato             |
| 1957 | Saragozza                  | Arturo Pomar                |       | Madrid                | Luisa Gutierrez           |
| 1958 | Valencia                   | Arturo Pomar                |       | Non disputato         | Non disputato             |
| 1959 | Tenerife                   | Arturo Pomar                |       | Barcellona            | Luisa Gutierrez           |
| 1960 | Lugo                       | Francisco José Pérez Pérez  |       | Non disputato         | Non disputato             |
| 1961 | Granada                    | Jaime Lladó Lumbera         |       | Barcellona            | Pepita Ferrer             |
| 1962 | Malaga                     | Arturo Pomar                |       | Non disputato         | Non disputato             |
| 1963 | Cadice                     | Antonio Medina García       |       | Madrid                | Pepita Ferrer             |
| 1964 | Las Palmas                 | Antonio Medina García       |       | Non disputato         | Non disputato             |
| 1965 | Siviglia                   | Jesús María Diez del Corral |       | Arenys de Mar         | Luisa Gutierrez           |
| 1966 | Almería                    | Arturo Pomar                |       | Non disputato         | Non disputato             |
| 1967 | Palma di Maiorca           | Ángel Fernández García      |       | Arenys de Mar         | Luisa Gutierrez           |
| 1968 | Reus                       | Fernando Visier Segovia     |       | Non disputato         | Non disputato             |
| 1969 | Navalmoral                 | Juan Manuel Bellón López    |       | Santander             | Pepita Ferrer             |
| 1970 | Llaranes                   | Ernesto Palacios de Prida   |       | Non disputato         | Non disputato             |
| 1971 | Gijón                      | Juan Manuel Bellón López    |       | Candás                | Pepita Ferrer             |
| 1972 | Salamanca                  | Fernando Visier Segovia     |       | Vigo                  | Pepita Ferrer             |
| 1973 | Tenerife                   | Francisco Javier Sanz       |       | Gijón                 | Pepita Ferrer             |
| 1974 | Valencia                   | Juan Manuel Bellón López    |       | Saragozza             | Pepita Ferrer             |
| 1975 | Benidorm                   | José Miguel Fraguela Gil    |       | Siviglia              | Nieves García             |
| 1976 | Ceuta                      | Ángel Martín González       |       | Alicante              | Pepita Ferrer             |
| 1977 | Can Picafort               | Juan Manuel Bellón López    |       | Zamora                | Nieves García             |
| 1978 | La Toja                    | Manuel Rivas Pastor         |       | La Toja               | Nieves García             |
| 1979 | Torrevieja                 | Manuel Rivas Pastor         |       | Vich                  | Julia Gallego             |
| 1980 | Lleida                     | Juan Mario Gómez            |       | Reus                  | Pino García Padrón        |
| 1981 | Siviglia                   | Manuel Rivas Pastor         |       | Nerja                 | Nieves García             |
| 1982 | Cartagena                  | Juan Manuel Bellón López    |       | Cordova               | Nieves García             |
| 1983 | Las Palmas                 | José García Padrón          |       | Lleida                | Pino García Padrón        |
| 1984 | Barcellona                 | Ángel Martín González       |       | La Roda               | Nieves García             |
| 1985 | Huesca                     | Jesús María de la Villa     |       | Logroño               | Luisa Cuevas              |
| 1986 | La Roda                    | Ángel Martín González       |       | Benidorm              | Luisa Cuevas              |
| 1987 | Salou                      | Alfonso Romero Holmes       |       | Bilbao                | Luisa Cuevas              |
| 1988 | Alcanar                    | Jesús de la Villa García    |       | Coria del Río         | Luisa Cuevas              |
| 1989 | Almería                    | José Luis Fernández García  |       | Alicante              | Luisa Cuevas              |
| 1990 | Linares                    | Jordi Magem Badal           |       | Benasque              | Beatriz Alfonso           |
| 1991 | Lleida                     | Manuel Rivas Pastor         |       | Llanes                | Luisa Cuevas              |
| 1992 | Madrid                     | Mario Gómez Esteban         |       | San Fernando          | Nieves García             |
| 1993 | Linares-Bilbao             | Lluis Comas Fabregó         |       | Valencia              | Nieves García             |
| 1994 | Cañete                     | Sergio Cacho Reigadas       |       | Sant Feliu de Guíxols | Luisa Cuevas              |
| 1995 | Matalascañas               | Miguel Illescas             |       | Vitoria               | Mónica Vilar              |
| 1996 | Zamora                     | Sergio Estremera Paños      |       | Vitoria               | Nieves García             |
| 1997 | Torrevieja                 | Pablo San Segundo Carrillo  |       | Empuriabrava          | Mónica Calzetta           |
| 1998 | Linares                    | Miguel Illescas             |       | Vera                  | Nieves García             |
| 1999 | Palencia                   | Miguel Illescas             |       | Vera                  | Silvia Timón              |
| 2000 | Manresa                    | Ángel Martín González       |       | La Roda               | Mónica Calzetta           |
| 2001 | Manacor                    | Miguel Illescas             |       | Vera                  | Yudania Hernández         |
| 2002 | Ayamonte                   | Aleksej Širov               |       | Ayamonte              | Mónica Calzetta           |
| 2003 | Burgos                     | Oscar de la Riva Aguado     |       | Burgos                | Nieves García             |
| 2004 | Siviglia                   | Miguel Illescas             |       | Siviglia              | Mónica Calzetta           |
| 2005 | Lorca                      | Miguel Illescas             |       | Lorca                 | Mónica Calzetta           |
| 2006 | León                       | Francisco Vallejo Pons      |       | Salou                 | Patricia Llaneza          |
| 2007 | Ayamonte                   | Miguel Illescas             |       | Socuéllamos           | Mónica Calzetta           |
| 2008 | Ceuta                      | David Lariño                |       | Novelé                | Sabrina Vega              |
| 2009 | Palma di Maiorca           | Francisco Vallejo Pons      |       | Almansa               | Mónica Calzetta           |
| 2010 | Tenerife                   | Miguel Illescas             |       | Huelva                | Lucia Pascual Palomo      |
| 2011 | Arenal d'en Castell        | Alvar Alonso Rosell         |       | Padrón                | Yudania Hernández         |
| 2012 | Gran Canaria               | Miguel Muñoz Pantoja        |       | Salobreña             | Sabrina Vega              |
| 2013 | Linares                    | Iván Salgado López          |       | Linares               | Olga Alexandrova          |
| 2014 | Linares                    | Francisco Vallejo           |       | Linares               | Olga Alexandrova          |
| 2015 | Linares                    | Francisco Vallejo           |       | Linares               | Sabrina Vega              |
| 2016 | Linares                    | Francisco Vallejo           |       | Linares               | Ana Matnadze              |
| 2017 | Las Palmas de Gran Canaria | Iván Salgado López          |       | Linares               | Sabrina Vega              |
| 2018 | Linares                    | Salvador G. del Río         |       | Linares               | Sabrina Vega              |
| 2019 | Marbella                   | Aleksej Širov               |       | Marbella              | Sabrina Vega              |
| 2020 | Linares                    | David Antón Guijarro        |       | Linares               | Sabrina Vega              |
| 2021 | Linares                    | Eduardo Iturrizaga          |       | Linares               | Sabrina Vega              |
| 2022 | Linares                    | Eduardo Iturrizaga          |       | Linares               | Marta García Martín       |
| 2023 | Marbella                   | Eduardo Iturrizaga          |       | Marbella              | Sarasadat Khademalsharieh |
| 2024 | Marbella                   | Daniil Yuffa                |       | Marbella              | Sabrina Vega              |

## Campionato spagnolo di scacchi per corrispondenza[4]
| #      | Anni      | Campione                                      |
| ------ | --------- | --------------------------------------------- |
| I      | 1948-1951 | Santiago Martinez Mocete                      |
| II     | 1956-1958 | Miguel Albareda Creus                         |
| III    | 1963-1965 | Esteban Barrababe Menal                       |
| IV     | 1964-1966 | Jordi Werner Serrat                           |
| V      | 1965-1967 | Melchor Subirá Prat                           |
| VI     | 1966-1968 | Esteban Barrabae Menal                        |
| VII    | 1967-1969 | Jordi Werner Serrat                           |
| VIII   | 1968-1970 | Esteban Barrababe Menal - Felipe Moreno Ramos |
| IX     | 1971-1973 | Francisco Anglada Ballbe                      |
| X      | 1972-1974 | Ernesto Palacios de la Prida                  |
| XI     | 1973-1976 | Rosendo Planas Ferret                         |
| XII    | 1975-1977 | Rosendo Planas Ferret                         |
| XIII   | 1973-1975 | Felipe Moreno Ramos                           |
| XIV    | 1976-1978 | Enrique Pascual Gras                          |
| XV     | 1978-1981 | Josep Garriga Nualart                         |
| XVI    | 1980-1982 | Santiago Bonay Toscas                         |
| XVII   | 1983-1986 | Josep Garriga Nualart                         |
| XVIII  | 1986-1992 | Josep Pons Ribot                              |
| XIX    | 1991-1994 | Ricardo Montecatine Rios                      |
| XX     | 1995-1999 | Ramon Garcia Orenes                           |
| XXI    | 2000-2003 | Pedro Drake Diez de Rivera                    |
| XXII   | 2003-2006 | Josep Mercadal Benejam                        |
| XXIII  | 2003-2005 | Francisco Muñoz Moreno                        |
| XXIV   | 2005-2007 | Ignacio Santos Crespo                         |
| XXV    | 2007-2009 | Javier Asturiano Molina                       |
| XXVI   | 2009-2011 | Javier Asturiano Molina                       |
| XXVII  | 2011-2013 | Francisco Velilla Velasco                     |
| XXVIII | 2013-2015 | Eduardo Miras Garcia                          |
| XXIX   | 2015-2017 | Francisco Tarrio Ocaña                        |
| XXX    | 2017-2019 | Juan Aguilar Garcia                           |
| XXXI   | 2019-2021 | Alberto Pérez Lopez                           |
| XXXII  | 2021-2023 | Francisco Burgos Garbin                       |